# Южна Европа
Ю̀жна Евро̀па е регион на континента Европа. Няма ясна дефиниция на границите му, които могат да се изменят в зависимост от това дали се вземат предвид географските, културните, лингвистичните или историческите фактори. Обикновено се счита, че Испания, Португалия, Италия и Гърция – средиземноморските европейски държави въобще – са част от Южна Европа.
От географска гледна точна, Южна Европа е южната половина от сушата на Европа. Тази дефиниция обаче е относителна и без ясни граници, въпреки че Алпите и планините от Централния масив представляват физическа бариера между Италия и Франция и останалата част от Европа.

## Климат
Най-значимият климат в Южна Европа е средиземноморският климат, който се характеризира със сухо и топло лято и мека и дъждовна зима. Сухите и топлите лета са резултат от влиянието на сухия и топъл въздух, който през лятото се простира от Африка над Средиземноморието до Южна Европа. Температурите на въздуха достигат около 40° C, като повечето слънчеви часове са в Европа. Меките и дъждовни зими са резултат от въздействието на западните ветрове, идващи от Атлантическия океан и носещи предимно дъжд. Средното годишно количество валежи е около 700 mm. Влизайки във вътрешността на континенталните територии, по-специално във вътрешността на Пиренеите и на Балканския полуостров, средиземноморският климат изпитва континентални влияния и се характеризира с променен средиземноморски климат с горещо лято и по-студени зими, като температурите падат под 0° C. В континенталните части, в зависимост от разстоянието на пристанищата и релефните особености на района, е налице умерен континентален климат и в зависимост от надморската височина на планинските вериги е типичен планински климат със сравнително по-ниски температури и по-големи количества валежи.

## Геополитическа дефиниция на ООН
За официалните си документи и публикации, Организацията на обединените нации групира страните в класификация по региони. По дефиницията на ООН  регионът включва следните страни и територии:
| Държава             | Столица        | Площ          |
| ------------------- | -------------- | ------------- |
| Албания             | Тирана         | 28,748 km²    |
| Андора              | Андора ла Веля | 467,63 km²    |
| Босна и Херцеговина | Сараево        | 51,129 km²    |
| Ватикан             | Ватикан        | 0,44 km²      |
| Гибралтар           | Гибралтар      | 6,8 km²       |
| Гърция              | Атина          | 131,990 km²   |
| Испания             | Мадрид         | 504,030 km²   |
| Италия              | Рим            | 301,338 km²   |
| Малта               | Валета         | 316 km²       |
| Португалия          | Лисабон        | 92,090 km²    |
| Сан Марино          | Сан Марино     | 61,2 km²      |
| Северна Македония   | Скопие         | 25,713 km²    |
| Словения            | Любляна        | 20,273 km²    |
| Сърбия              | Белград        | 88,361 km²    |
| Хърватия            | Загреб         | 56,594 km²    |
| Черна гора          | Подгорица      | 13,812 km²    |
| Общо:               | Общо:          | 1,338,694 km² |

## Растителност
В Южна Европа, особено в непосредствена близост до морето, най-важната средиземноморска култура е маслината. Това е типично растение, което се развива само в средиземноморския регион. Характеризира се с векове и хилядолетия. Във вътрешността на континенталната зона има и типични широколистни и смесени горски дървесни растения като дъб, бук, габър, бор, ела, хвойна и др. В низините и долините на реката текат множество тревисти видове и са развити различни културни (зърнени, градински, промишлени) растения, лози и др. В по-високите части на планините над горната граница на 1800 m има високопланински пасища и камъни.